# Мееровский, Борис Владимирович
Бо́рис Влади́мирович Мееро́вский (9 мая 1922, Москва, РСФСР — 18 декабря 1996, Москва, Россия) — советский и российский философ, специалист по истории западноевропейской философии и теории научного атеизма. Доктор философских наук, профессор. Один из авторов «Атеистического словаря». Ветеран Великой Отечественной войны.

## Биография
Родился 9 мая 1922 года в Москве в семье адвоката Владимира Борисовича Мееровского, уроженца Ростова-на-Дону, и зубного врача Ревекки Григорьевны Мееровской.
В 1939 году поступил на философский факультет Московского института философии, литературы и истории имени Н. Г. Чернышевского.
В 1941 году в первые месяцы Великой Отечественной войны ушёл добровольцем на фронт и служил в качестве артиллериста, а затем фронтового переводчика. Награждён орденом Отечественной войны 2 степени (1985).
После демобилизации продолжил обучение, окончив в 1948 году философский факультет МГУ имени М. В. Ломоносова, а в 1952 году там же аспирантуру.
Работал в средней школе учителем логики, а затем являлся научным сотрудником Фундаментальной библиотеки общественных наук АН СССР.
В 1951 году на философском факультете МГУ имени М. В. Ломоносова по теме «Борьба Маркса и Энгельса против немецкой буржуазной и мелкобуржуазной идеологии накануне революции 1848 г.»
С 1961 года работал (с 1981 года — профессор) на кафедре философии Российской экономической академии имени Г. В. Плеханова.
В 1980 году защитил диссертацию на соискание учёной степени доктора философских наук по теме «Английский материализм XVIII века: проблематика, особенности, судьбы» (специальность 09.00.03 — история философии).

## Научная деятельность
Мееровский занимался изучением философии западноевропеского Просвещения и английским деизмом. В своих работах он обосновал идею о том, что деизм представлял собой историческую формой религиозного-философской мысли, которая наиболее подходила духу западноевропейского Просвещения. В качестве истоков английского деизма охватившего самые разные течения  (деистический материализм Джона Толанда, натурфилософский деизм Исаака Ньютона, деизм в философии скептицизма Дэвида Юма, деизм в этике и эстетике Энтони Эшли-Купера,3-й граф Шефтсбери и Фрэнсиса Хатчесона), в которых он видел как в религиозно-философское учение Эдуарда Герберта, 1-го барона Герберта из Чербери, представленном в его «Трактате об истине», а также в воззрениях его последователей —  (Чарльза Блаунта и Мэтью Тиндаля.
Являлся составителем, редактором и автором вступительных статей к «Английские материалисты XVIII в. Собрание произведений в трёх томах» (М., 1967—1968) и Фрэнсис Хатчесон. «Исследование о происхождении наших идей красоты и добродетели» (в кн.: Хатчесон Ф., Юм Д. и Смит А. «Эстетика». М., 1973). В 1974 году в серии «Философское наследие» впервые на русском языке под его редакцией была издана известная «Басня о пчёлах» английского философа Бернарда де Мандевиля. В 1993 году в серии «Памятники философской мысли» им совместно с И. С. Нарским (с их комментариями и послесловием) был выпущен двухтомник, содержащий главные произведений Артура Шопенгауэра, а в 1995 году в той же серии был издал двухтомник «Сочинений» Людвига Фейербаха, куда вошли некоторые из работ ранее не издававшихся на русском языке.

## Научные труды

### Монографии
- Мееровский Б. В. Гоббс. — М.: Мысль, 1975. — 208 с. (Мыслители прошлого). — 50 000 экз.
- Мееровский Б. В. Джон Толанд. — М.: Мысль, 1979. — 190 с. (Мыслители прошлого).
- Кузнецов В. Н., Мееровский Б. В., Грязнов А. Ф. Западноевропейская философия XVIII века. —  М.: Высшая школа, 1986. — 400 с.

### Статьи
- Быховский Б. Э., Мееровский Б. В. Атеизм Бертрана Рассела // От Эразма Роттердамского до Бертрана Рассела: (Проблемы соврем. буржуазного гуманизма и свободомыслия): [Сборник статей] / Редколл.: И. М. Кичанова, А. Л. Субботин, Т. М. Ярошевский; Акад. обществ. наук при ЦК КПСС. Ин-т науч. атеизма. — М.: Мысль, 1969. — С. 268—302. — 303 с.
- Мееровский Б. В. У истоков английского деизма (Герберт Чербери и его религиозно-философская концепция) // Вопросы научного атеизма. Вып. 12 / Редкол. А. Ф. Окулов (отв. ред.) и др.; Акад. обществ. наук при ЦК КПСС. Ин-т научного атеизма. — М.: Мысль, 1971. — С. 232—257. — 415 с. — 16 700 экз.
- Мееровский Б. В. Свободомыслие английских деистов — материалистов XVIII века. // Вопросы научного атеизма. Вып. 13 / Редкол. А. Ф. Окулов (отв. ред.) и др.; Акад. обществ. наук при ЦК КПСС. Ин-т научного атеизма. — М.: Мысль, 1972. — С. 351—380. — 455 с. — 16 000 экз.
- Мееровский Б. В. Английский деизм и Джон Локк // Научные доклады высшей школы. Философские науки. 1972. № 4.
- Мееровский Б. В. Вступительная статья // Философское наследие. Т. 59: Басня о пчёлах / пер. с англ. Е. С. Лагутина; ред. и вступ. статья Б. В. Мееровского. — М.: Мысль, 1974. — С. 5—42. — 376 с.
- Мееровский Б. В. Английские моралисты XVIII века о природе человека (А. Шефтсбери, Ф. Хатчесон, Б. Мандевиль) // История философии и культура. М., 1975. С. 292—318
- Грязнов А. Ф., Мееровский Б. В. Адам Смит как философ // Научные доклады высшей школы. Философские науки. — 1981. — № 6. — С. 131—133.
- Мееровский Б. В. Рец.: Очерки по философии Л. Фейербаха / (В. И. Шинкарук, М. А. Булатов, В. Г. Табачковский и др.. — К.: Наук. думка, 1982. — 336 с. // Вопросы философии. — 1984. — № 7. — С. 162—165.
- Грязнов А. Ф., Мееровский Б. В. Конференция, посвящённая 200-летию со дня смерти Дени Дидро // Научные доклады высшей школы. Философские науки. — 1985. — № 3. — С. 162—165.
- Калинников Л. А., Мееровский Б. В. Третьи Кантовские чтения в Калининградском университете // Вопросы философии. — 1985. — № 9. — С. 159—161.
- Мееровский Б. В. Об автобиографической статье Л. Фейербаха для энциклопедического словаря "Брокгауз"// Научные доклады высшей школы. Философские науки. — 1986. — № 41. — С. 132—135.
- Мееровский Б. В. Шопенгауэр: человек и мир. // Свободная мысль. — 1995. — № 7.
- Мееровский Б. В. Реформированное христианство: от XVI к XXI веку // Свободная мысль. — 1996. — № 1. — С. 123— 125.
- Мееровский Б. В. Вступительная статья // Смит А. Теория нравственных чувств / Вступ. ст. Б. В. Мееровского; Подгот. текста, коммент. А. Ф. Грязнова. — М.: Республика, 1997. — С. 5-28. — 350 с. (Библиотека этической мысли) ISBN 5-250-02564-1

### Научная редакция
- Английские материалисты XVIII в.: собрание произведений : в 3 т.: пер. с англ. и лат. / под общ. ред. и с примеч. Б. В. Мееровского. — М.: Мысль, 1967-1968. (Философское наследие : ФН).
- Философское наследие. Т. 59: Басня о пчелах / пер. с англ. Е. С. Лагутина; ред. и вступ. статья Б. В. Мееровского. — М.: Мысль, 1974. — 376 с.
- Фейербах Л. Сочинения: в 2 т. : пер. с нем. / Ин-т философии РАН; отв. ред. Б. В. Мееровский. — М.: Наука, 1995. (Памятники философской мысли / Российская академия наук, Институт философии).; ISBN 5-02-008247-3